# Xerta

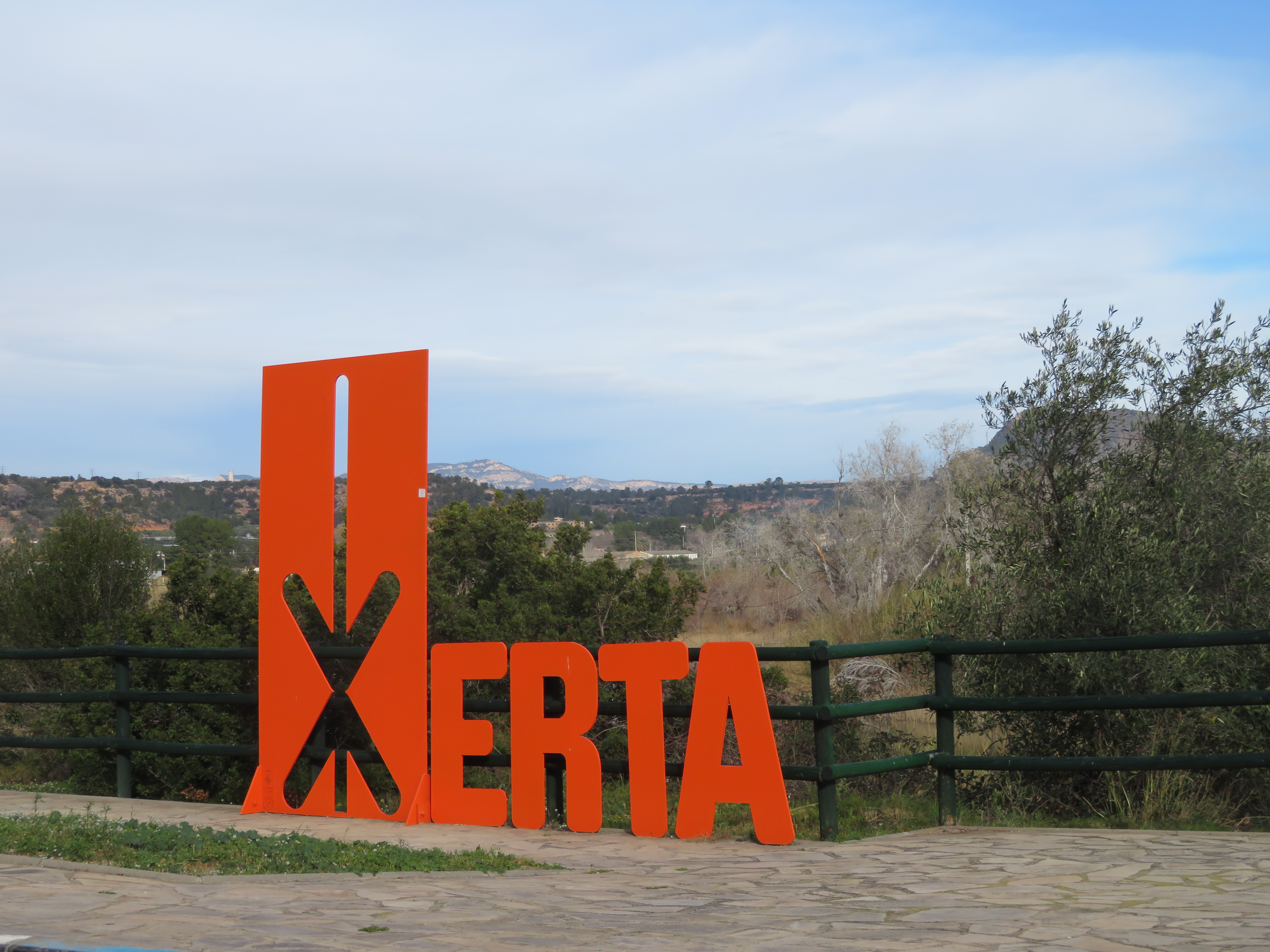
Xerta

Xerta là một đô thị trong ‘‘comarca’’ Baix Ebre, tỉnh Tarragona, cộng đồng tự trị Catalonia, Tây Ban Nha.

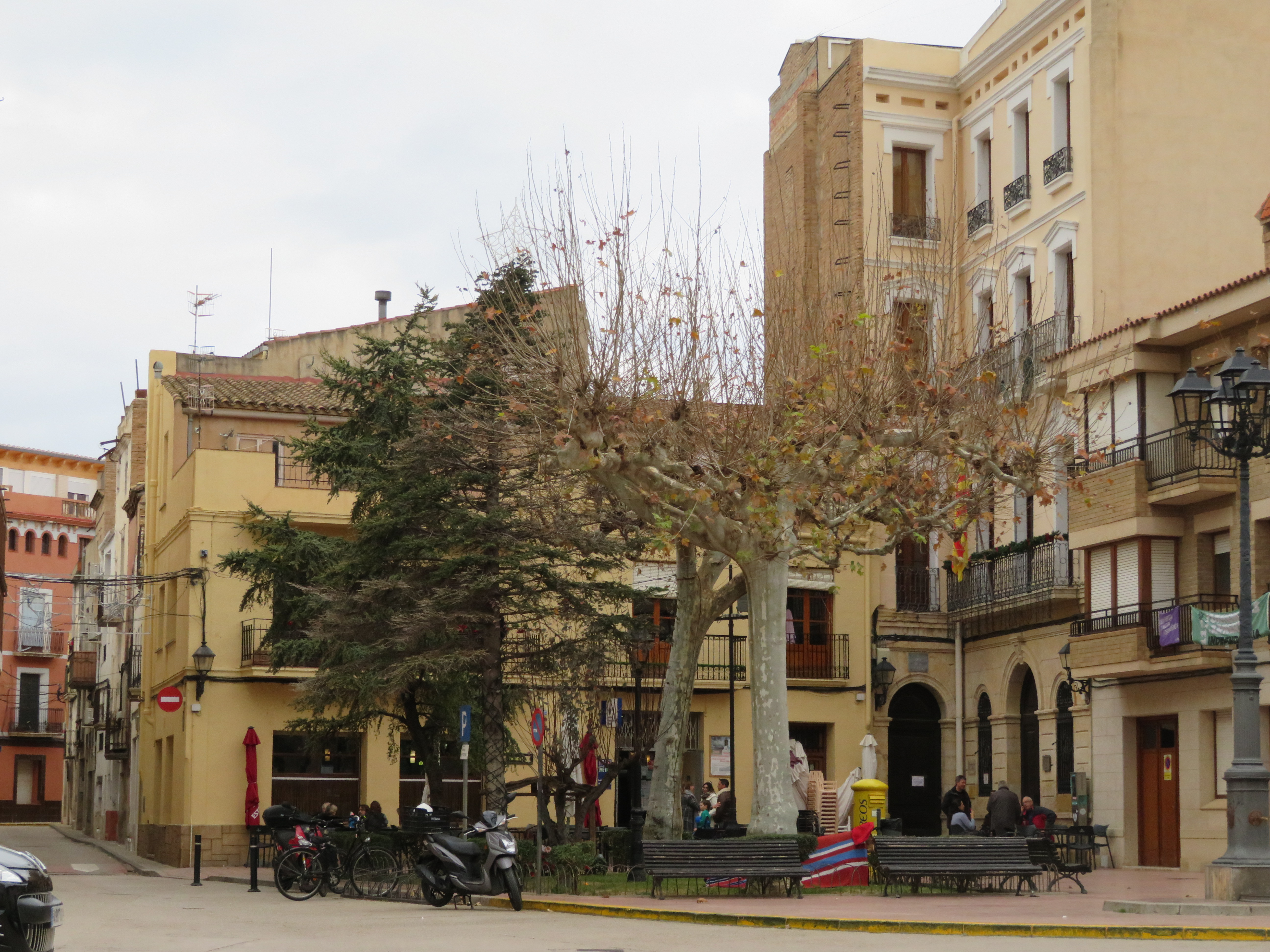
Xerta

## Biến động dân số
| 1900  | 1930  | 1960  | 1990  | 2009  |
| ----- | ----- | ----- | ----- | ----- |
| 2.773 | 2.121 | 1.537 | 1.249 | 1.309 |

- Biến động dân số từ năm 1717 đến năm 2009

1717-1981: población de hecho; 1990-: población de derecho